# Lampyroidea dispar
Lampyroidea dispar là một loài bọ cánh cứng trong họ Đom đóm (Lampyridae). Loài này được Fairmaire miêu tả khoa học năm 1857.